# Walk with You
Walk with You è il singolo principale estratto dall'album di Ringo Starr Y Not. Paul McCartney partecipò alla registrazione del brano, contribuendo nelle voci secondarie. Sembra che la partecipazione dell'ex-Beatle non fosse pianificata. Infatti pare che originalmente, McCartney fosse presente agli studios solo per registrare la sua parte di basso per la canzone Peace Dream.

## Composizione
In un video promozionale, Ringo Starr rivelò che Walk With You doveva originalmente essere una canzone simil-gospel. Chiamò infatti Van Dyke Parks e disse che voleva scrivere una canzone su Dio, ma Van Dyke Parks rispose che non avrebbe mai composto una canzone su Dio. Allora riarrangiarono la melodia e completarono la canzone come un brano sul potere dell'amicizia. Durante le registrazioni di Peace Dream, Ringo fece sentire a Paul alcune tracce che aveva creato per Y Not. Paul sviluppò il duetto di voci sulla melodia e Ringo, notando che riempivano la canzone, le fece aggiungere.

## Formazione
- Ringo Starr: batteria, voce, seconda voce e percussioni
- Paul McCartney: seconda voce
- Steve Dudas: chitarra
- Ann Marie Calhoun: violino
- Bruce Sugar: tastiere e arrangiamento archi